# Halowe Mistrzostwa Europy w Lekkoatletyce 2013 – pchnięcie kulą mężczyzn
Pchnięcie kulą mężczyzn – jedna z konkurencji rozegranych podczas halowych lekkoatletycznych mistrzostw Europy w hali Scandinavium w Göteborgu.
Tytułu wywalczonego 2 lata temu w Paryżu bronił Niemiec Ralf Bartels.

## Rekordy
| Rekord świata                        | Randy Barnes   | 22,66 | Los Angeles, USA   | 20 stycznia 1989 |
| Rekord Europy                        | Ulf Timmermann | 22,55 | Senftenberg, NRD   | 11 lutego 1989   |
| Rekord mistrzostw Europy             | Ulf Timmermann | 22,19 | Liévin, Francja    | 21 lutego 1987   |
| Najlepszy wynik na świecie w sezonie | Ryan Whiting   | 21,59 | State College, USA | 2 lutego 2013    |
| Najlepszy wynik w Europie w sezonie  | Martin Stašek  | 20,73 | Praga, Czechy      | 17 lutego 2013   |

## Terminarz
| Data      | Godzina |            |
| --------- | ------- | ---------- |
| 28 lutego | 19:00   | Eliminacje |
| 1 marca   | 18:45   | Finał      |

## Rezultaty
| NR – rekord kraju \| WL – najlepszy tegoroczny wynik na listach światowych |
| SB – najlepszy wynik w sezonie \| PB – rekord życiowy                      |

### Eliminacje
Do eliminacji zgłoszono 24 kulomiotów. Aby awansować do finału – w którym startuje co najmniej ósemka zawodników – należało pchnąć co najmniej 20,15 m. W przypadku, gdyby rezultat ten osiągnęła mniejsza liczba kulomiotów, kryterium awansu były najlepsze wyniki uzyskane przez startujących (q).
| Poz. | Zawodnik              | Reprezentacja        | #1    | #2    | #3    | Rezultat | Uwagi |
| ---- | --------------------- | -------------------- | ----- | ----- | ----- | -------- | ----- |
| 1    | Asmir Kolašinac       | Serbia               | 20,31 | -     | -     | 20,31    | Q     |
| 2    | Hamza Alić            | Bośnia i Hercegowina | X     | 19,38 | 20,05 | 20,05    | q,    |
| 3    | Ladislav Prášil       | Czechy               | 19,82 | X     | 20,03 | 20,03    | q     |
| 4    | Aleksandr Bułanow     | Rosja                | 18,76 | 19,58 | 19,92 | 19,92    | q,    |
| 5    | Ralf Bartels          | Niemcy               | 19,70 | 19,80 | 19,89 | 19,89    | q     |
| 6    | Marco Fortes          | Portugalia           | 19,29 | 18,78 | 19,78 | 19,78    | q,    |
| 7    | Marco Schmidt         | Niemcy               | 19,77 | X     | X     | 19,77    | q     |
| 8    | Niklas Arrhenius      | Szwecja              | 19,07 | 19,73 | X     | 19,73    | q     |
| 9    | Kemal Mešić           | Bośnia i Hercegowina | 19,71 | X     | X     | 19,71    |       |
| 10   | Leif Arrhenius        | Szwecja              | 19,61 | X     | X     | 19,61    |       |
| 11   | Hüseyin Atıcı         | Turcja               | 19,46 | 19,41 | 19,59 | 19,59    | NR    |
| 12   | Maksim Sidorow        | Rosja                | 19,58 | X     | 19,40 | 19,58    |       |
| 13   | Walerij Kokojew       | Rosja                | 18,81 | X     | 19,53 | 19,55    |       |
| 14   | Andrij Semenow        | Ukraina              | 19,34 | X     | 19,53 | 19,53    |       |
| 15   | Georgi Iwanow         | Bułgaria             | X     | 19,52 | X     | 19,52    |       |
| 16   | Nedžad Mulabegović    | Chorwacja            | 19,30 | 19,42 | X     | 19,42    |       |
| 17   | Borja Vivas           | Hiszpania            | 19,30 | 19,00 | 19,18 | 19,30    |       |
| 18   | Martin Stašek         | Czechy               | 18,96 | X     | X     | 18,96    |       |
| 19   | Marin Premeru         | Chorwacja            | 18,13 | 18,64 | 18,86 | 18,86    |       |
| 20   | Lukas Weißhaidinger   | Austria              | X     | 18,38 | X     | 18,38    |       |
| 21   | Raigo Toompuu         | Estonia              | 17,93 | 18,15 | 18,28 | 18,28    |       |
| 22   | Marco Dodoni          | Włochy               | 17,65 | X     | 17,33 | 17,65    |       |
| 23   | Rimantas Martišauskas | Litwa                | 17,37 | 16,62 | 16,84 | 17,37    |       |
| 24   | Adriatik Hoxha        | Albania              | 17,01 | 16,94 | X     | 17,01    | =     |

### Finał
| Poz. | Zawodnik          | Reprezentacja        | #1    | #2    | #3    | #4    | #5    | #6    | Rezultat | Uwagi |
| ---- | ----------------- | -------------------- | ----- | ----- | ----- | ----- | ----- | ----- | -------- | ----- |
|      | Asmir Kolašinac   | Serbia               | X     | 20,60 | 20,21 | 20,62 | 20,51 | 20,49 | 20,62    | SB    |
|      | Hamza Alić        | Bośnia i Hercegowina | 20,15 | X     | X     | 20,34 | X     | 19,56 | 20,34    | PB    |
|      | Ladislav Prášil   | Czechy               | 19,22 | 19,72 | 20,29 | X     | 19,92 | X     | 20,29    |       |
| 4.   | Ralf Bartels      | Niemcy               | 19,75 | X     | 19,94 | X     | 20,16 | 19,76 | 20,16    | SB    |
| 5.   | Marco Fortes      | Portugalia           | X     | 19,90 | X     | 19,70 | 20,02 | X     | 20,02    | SB    |
| 6.   | Aleksandr Bułanow | Rosja                | 18,77 | 19,36 | X     | X     | 19,70 | 19,42 | 19,70    |       |
| 7.   | Marco Schmidt     | Niemcy               | X     | 19,50 | X     | X     | 19,63 | 19,52 | 19,63    |       |
| 8.   | Niklas Arrhenius  | Szwecja              | X     | 18,76 | 18,70 | 19,17 | X     | 19,02 | 19,17    |       |